# Aleucanitis tincta
Aleucanitis tincta är en fjärilsart som beskrevs av W. Warren 1913. Aleucanitis tincta ingår i släktet Aleucanitis och familjen nattflyn. Inga underarter finns listade i Catalogue of Life.